# Chokoladebjerget
Chokoladebjerget (lettisk: Šokolādes kalns) er en slotshøj nord for Krāslava i Letland. Øst for højen ligger Sauleskalna iela (Solbjergsvejen) og vest for højen løber bækken Jāņupīte. Grunden til at højen kaldes chokoladebjerget, skyldes formentlig det mørke ler, som findes i højen. 
Når man kommer til højen fra Krāslavas centrum, ser man et skilt for foden af højen, hvor der på lettisk og russisk står, at det er forbudt at tage ler fra højen. Højen er dækket af træer og græs. Der er en trappe, der fører op på toppen, hvor man kan følge de stier der er. Langs med stierne er der en del bænke. 
I 1924 beviste Ernests Brastinš, at der tidligere har ligget et slot på højen. Arkæologiske fund tyder på, at højen har været benyttet af mennesker allerede i første århundrede før Kristus. Der er både fundet stenøkser, dyreknogler og keramikrester i højen. 